# Commando arabo unito
Il Commando arabo unito (CAU) fu un'organizzazione creata dalla Lega Araba, sotto la direzione di Nasser, nel gennaio 1964.
Venne creata per due scopi:
1. proteggere il progetto della Lega Araba di ridurre drasticamente la quantità d'acqua che scorreva verso Israele cambiando il corso del fiume Giordano alla sua sorgente;
2. il CAU doveva pianificare la maggiore offensiva dei membri della Lega Araba contro Israele.

Il  Commando arabo unito era formato da unità militari provenienti da 13 paesi della Lega Araba.